# John Fröberg
John Fröberg, född 11 april 1886 i Risinge församling, Östergötlands län, död 8 juli 1942 i Risinge kyrkobokföringsdistrikt, Östergötlands län, var en svensk industriman.

## Biografi
Fröberg övertog 1908 den av fadern 1879 grundade postorderfirman och stämpelfabriken John Fröberg i Finspång, som under Fröbergs ledning utvecklades till ett av landets mest kända postorderföretag. Efter första världskriget nedlades dock postorderrörelsen, under det att stämpelfabriken betydligt utvidgades, sedan företaget 1926 ombildats till AB John Fröberg. Förutom stämpelfabriken utvidgades senare rörelsen till att även omfatta pappersförädlingsindustri och tryckeri.